# Oxyopes pawani
Oxyopes pawani là một loài nhện trong họ Oxyopidae.
Loài này thuộc chi Oxyopes. Oxyopes pawani được Pawan U. Gajbe miêu tả năm 1992.